# أنوازان شاتلان
أنوازان شاتلان (بالفرنسية: Annoisin-Chatelans) هي بلدية في إقليم إزار بمنطقة أفيرن–رون ألب في جنوب شرق فرنسا.